# Ariarateia
Ariarateia (em grego: Ἀριαράθεια; romaniz.: Ariarátheia) ou Ariarátia (atual Pınarbaşı, em Caiseri, Turquia) foi uma cidade capadócia fundada por Ariarates IV (r. 220–163 a.C.), na região à época conhecida como Sargarausena. Foi incorporada ao Império Romano quando da anexação da Capadócia como uma província pelo imperador Tibério (r. 14–37).
No século IV, mais precisamente durante o reinado de Constantino (r. 306–337), a porção oriental da Capadócia foi separada para formar a Armênia Menor. Em meados do mesmo século, a Armênia Menor foi dividida em Armênia Prima e Armênia Secunda, sendo Ariarateia incorporada a segunda. Em 431, Ariarateia é documentada como uma diocese sufragânea. Durante o Império Bizantino, foi rebatizada como Dasmenda.